# Nitrofurantoïne
La nitrofurantoïne est un nitrofurane et un des dérivés de l'hydantoïne utilisé comme antibiotique synthétique à spectre large. Elle est utilisée pour traiter les infections bactériennes de l'appareil urinaire.
La résistance croissante des bactéries aux antibiotiques couramment utilisés tels que les fluoroquinolones et le cotrimoxazole a renforcé l'intérêt porté à la nitrofurantoïne,. 
Divers essais ont été menés pour comparer la nitrofurantoïne aux autres médicaments couramment prescrits et ont montré que cet antibiotique donne des résultats du même niveau pour les infections urinaires non compliquées,,,. De plus, moins de 2 % des souches de la bactérie E.Coli causant les infections urinaires chez la femme sont résistantes à la nitrofurantoïne. C'est la raison pour laquelle elle est recommandée comme traitement de première intention des infections urinaires non compliquées.
En raison de sa faible pénétration dans les tissus et de son faible taux sanguin, la nitrofurantoïne n'est pas recommandée pour le traitement de la pyélonéphrite, de la prostatite et des abcès intra-abdominaux.
La nitrofurantoïne est un médicament destiné à traiter des infections urinaires qui peut être prescrit aux femmes enceintes. Il n'est plus aujourd'hui le traitement le plus utilisé dans ces situations, remplacé par la fosfomycine-trométamol. D'autres étant par exemple la céfalexine, l'amoxicilline ou le pivmecillinam (en).   
La nitrofurantoïne colore les urines en brun, ce qui est sans danger. Les effets secondaires les plus courants sont des nausées, des céphalées et des flatulences. Plus rarement (moins de 1 % des cas), on peut observer, entre autres, les effets secondaires suivants :
- gastro-intestinaux : diarrhée, dyspepsie, douleur abdominale, constipation, vomissements ;
- neurologiques : étourdissement, somnolence, amblyopie ;
- respiratoires : hypersensibilité pulmonaire aiguë ;
- allergique : prurit, urticaire ;
- dermatologique : alopécie ;
- divers : fièvre, frissons, malaise ;
- accidents hémolytiques (chez les personnes atteintes de déficit en G6PD)[15].

Les effets indésirables les plus sérieux, qui sont rares, sont les réactions pulmonaires, l'hépatotoxicité, les neuropathies périphériques, le Syndrome de réponse inflammatoire systémique.
Elle fait partie de la liste des médicaments essentiels de l'Organisation mondiale de la santé (liste mise à jour en avril 2013).